# Franco reunionés
El franco de Reunión fue una moneda que circuló en dicho territorio de ultramar francés hasta el año 1973, y era una moneda distinta de la que circulaba en Francia. Después de 1973 el franco francés reemplazó al de la dependencia francesa mencionada. Reunión ahora utiliza el euro. El franco de Reunión estaba subdividido en 100 céntimos.

## Historia
La isla de Reunión o bien isla de Borbón fue colonizada por franceses durante el reinado de Luis XIV en 1665, pasando a depender de las Indias Orientales —en el sudeste de Madagascar habían fundado Fort-Dauphin en 1646 pero sería abandonado en 1673— la cual utilizaba la libra francesa y por su escasez, el real de a ocho español. En 1691 colonizaron la lejana isla de Rodrigues y en 1715 ocuparon la vecina isla de Mauricio o bien Isla de Francia —adquirida de los neerlandeses que las poseían desde 1638— por lo que en esta época también en las tres islas comenzaron a circular las primeras pagodas de oro, los fanons de bronce y de plata, los doudous de cobre y los caches de bronce y de cobre de la India francesa con ceca de Pondicherry. En 1756 tomaron posesión de las islas Seychelles.
Durante el reinado del Luis XVI de Francia, se acuñaron las primeras monedas propias de la colonia conjunta de Isla de Francia y de Borbón en 1779 con ceca en París, eran de 3 sols de vellón, también en 1780 y cambiando el nombre a 3 sou en 1781, y circularon hasta 1793, fecha que colonizaron la muy lejana isla Diego García del archipiélago de Chagos, convirtiéndose la colonia de islas del océano Índico en un departamento de ultramar durante la Primera República, comenzando a circular el franco francés. Entre 1794 y 1811 las dependientes islas Seychelles fueron ocupadas por los británicos.
En 1801 a la isla de Reunión se la renombró como Isla de Bonaparte y desde 1803 hasta 1809 volvieron a depender de la India francesa y comenzaron a circular sus monedas, también en las nórdicas islas Agalega recién colonizadas en 1808, hasta que en 1810 se acuñó para la colonia conjunta de Isla de Francia y de Bonaparte y sus dependencias, una gran moneda de 10 libras francesas de plata, pero la isla de Rodrigues había sido ocupada por los británicos en 1809, la de Reunión el 9 de julio de 1810, la de Mauricio el 6 de diciembre del mismo año y en 1814 las islas Agalega, las de Chagos y nuevamente las de Seychelles, pero tuvieron que devolver la isla de Reunión a Francia por el Tratado de París.
En 1816 hasta 1828, durante el reinado de Luis XVIII de Francia, fueron acuñadas para la Isla de Bourbon o bien isla de Reunión monedas de 10 céntimos de vellón. Posteriormente siguió circulando el franco francés hasta 1874, cuando se comenzó a emitir el franco de Reunión, pero solo en billetes, circulando monedas francesas hasta que en 1896 se introdujeron monedas de 50 céntimos y 1 franco, ambos de cuproníquel.
En 1920, se introdujeron fichas bancarias de aluminio o Bank Token (en inglés) a modo de monedas no oficiales sin respaldo estatal, de 5, 10 y 25 céntimos, desmonetizadas en 1941, y de 50 céntimos y 1 franco con fecha de 1941 y semejantes a las de 1896, ambas también de aluminio que fueron desmonetizadas en 1951.
Durante la II Guerra Mundial se acuñaron monedas para el uso en el África francesa, que incluye a la isla de Reunión y sus dependencias, de 1 franco de zinc en 1943 con ceca en París y de 2 francos de latón en 1944 por los aliados con ceca en Filadelfia. En 1945, el franco CFA fue creado y se adoptó en Reunión, por lo que desde 1945 hasta 1947 continuaron produciéndose para las colonias africanas con ceca en París monedas de 5 francos de aluminio-bronce y en 1947 monedas de 50 céntimos de la misma aleación.
Posteriormente se acuñaron monedas propias de la colonia diferentes a las anteriores en 1948, de 1 y 2 francos de aluminio, aunque el papel moneda fue sellado con el valor equivalente en francos nuevos a partir de 1960. En 1965 el Reino Unido vendió a Francia la isla Tromelin que era una dependencia de la colonia de Mauricio, por lo que pasó a ser administrada por Reunión. El nuevo franco no sustituyó al franco de Reunión hasta 1973, cuando la moneda francesa entra en vigencia en la isla de Reunión a razón de 50 francos de Reunión = 1 franco francés.

## Monedas
En 1816, mil millones de monedas de 10 céntimos fueron acuñadas para la Isla de Bourbon (Reunión, era conocida con ese nombre en aquel entonces). En 1896, se introducen monedas de 50 céntimos y 1 franco. En 1920, se introducen fichas bancarias de 5, 10 y 25 céntimos de aluminio que circularon hasta 1941.
| Denominación | Emisión   | Material           | Forma    |
| ------------ | --------- | ------------------ | -------- |
| 1 Franco     | 1948-1973 | Aluminio           | Circular |
| 2 Francos    | 1948-1973 | Aluminio           | Circular |
| 5 Francos    | 1955-1973 | Aluminio           | Circular |
| 10 Francos   | 1955-1973 | Bronce de Aluminio | Circular |
| 20 Francos   | 1955-1973 | Bronce de Aluminio | Circular |
| 50 Francos   | 1962-1973 | Níquel             | Circular |
| 100 Francos  | 1964-1973 | Níquel             | Circular |

## Billetes
El Banque de la Réunion introdujo billetes de 5, 10, 25, 100 y 500 francos entre 1873 y 1876. Entre 1884 y 1886, el Tesoro Colonial (Colonial Trésor) emitió billetes de 50 céntimos, 1, 2 y 3 francos.
En 1917, el Banque de la Réunion presentó billetes de emergencia de pequeñas denominaciones de 5 y 10 céntimos. El Banco emitió billetes de 1000 francos en 1937 y 5000 francos en 1940. Durante la Segunda Guerra Mundial, el Banco emitió billetes de 50 céntimos, 1 y 2 francos, en primer lugar bajo los auspicios de la Francia de Vichy, y a continuación, de la Francia Libre. El Banque de la Réunion cesó la emisión de papel moneda en 1944.
En 1943, el Fondo Central de la France Libre (Emisora Central de la Francia Libre), publica billetes de 5, 100 y 1000 francos del mismo tipo al publicado en el África Ecuatorial Francesa para su uso en la isla de Reunión. En 1944, el Fondo Central de la Francia de ultramar (Emisora Central de Ultramar) emitió papel moneda con valores faciales de 100 y 1000 francos de la misma manera. En 1947, el Fondo Central de la Francia de Ultramar Francesa emitió para África Ecuatorial billetes de 5, 10, 20, 50, 100, 500, 1000 y 5000 francos sobreimpresos con un texto que reza: "La Reunión".
En 1962, el Institut d'Emission des Departamentos de Ultramar de papel moneda se hizo cargo de emitir dinero, publicando billetes de 100, 500, 1000 y 500 francos, con un texto que decía "La Réunion" o "Département de la Réunion". En 1960, fueron impresos billetes de 500, 1000 y 5000 "nuevos francos".